# Alfonso Fernández de Córdoba y Figueroa
Alfonso Fernández de Córdoba y Figueroa (Zafra, fecha desconocida - Madrid, 10 de marzo de 1589), noble español perteneciente a las Casas de Aguilar y de Feria, conocido en ocasiones como Alfonso de Aguilar. Fue señor de Villafranca y de Castro del Río y, en 1574, Felipe II le concedió el marquesado de Villafranca. Tuvo los cargos de gentilhombre de cámara de este monarca y de su padre, Carlos I y de comendador de Manzanares en la orden de Calatrava. Fue hijo tercero de Lorenzo Suárez de Figueroa, III conde de Feria, y de Catalina Fernández de Córdoba, II marquesa de Priego, pero como las capitulaciones matrimoniales de sus padres daban preferencia a la Casa de Priego, el orden natural de sus apellidos fue troncado.

## Biografía
En Montilla, en 1563, contrajo matrimonio con su sobrina carnal Catalina Fernández de Córdoba y Ponce de León, III marquesa de Priego y IX señora de Aguilar de la Frontera, XII de la Casa y Estado de Córdoba, de Montilla, Duernas, Santa Cruz, El Puente de Don Gonzalo, Castillo Anzur, Carcabuey y Monturque. Con este matrimonio, se pretendía mantener el marquesado de Priego en el apellido Fernández de Córdoba, como ocurrió con su primogénito y sucesor Pedro.